# Maison Levesque
La maison Levesque, est une maison remarquable de l'île de La Réunion, département d'outre-mer français dans le sud-ouest de l'océan Indien. Située au 20 rue Archambaud, dans le centre-ville de Saint-Pierre, elle est inscrite en totalité à l'inventaire supplémentaire des Monuments historiques depuis le 14 août 2000,.

## Description
Il convient d’attribuer la construction de la maison à la famille Falaise. L’observation attentive de la toiture conduit à une datation en deux temps. L’élévation sud, avec sa varangue ouverte au rez-de-chaussée et sa galerie fermée au premier étage, présente un léger débord aux extrémités est et ouest. Il s’agit d’une façade écran masquant un corps principal de logis en léger retrait, surmonté d’une toiture à quatre pans fortement inclinés. Les similitudes existant entre le balcon en fer forgé du premier étage de la maison voisine dite Motais de Narbonne (année 1820-1830), et celui du premier étage de la maison Levesque, conduit à l’hypothèse d’un agrandissement, dans les années 1820-1830, à partir d’un noyau plus ancien du début du XIXe siècle, voire de la fin du XVIIIe siècle.
Le mur d’enceinte sur la rue Marius et Ary Leblond, surmonté d’un grille en fer forgé a fait l’objet de restauration importante au milieu du XXe siècle qui ont conduit à la suppression de enduits à la chaux et au remplacement des grilles en bois par du métal. Il en est de même pour le portail à deux battants de l’entrée. A l’extrémité est de la parcelle, un pavillon en bois précédé d’une varangue à l’ouest, forme un emplacement indépendant. Entre le « barreau » et la varangue se déploie un jardin d’agrément. Au centre de la première terrasse, un bassin circulaire présente un décor en fonte de fer. Des grenouilles, lointaines cousines des décors de Versailles au XVIIe siècle, entourent la margelle du bassin. Au centre, sur un fut carré, une vasque reçoit l’eau d’une sculpture représentant un putto tenant un dauphin. Cette sculpture en fer du XIXe siècle s’inspire d’une statue en bronze de la Renaissance italienne connue sous le nom de Putto au Dauphin, due à Andrea Verrocchio. Une grande statue en terre cuite d’esprit antiquisant complète le décor du jardin.
Une varangue ouverte occupe la partie avant du rez-de-chaussée, rythmée par des piliers en bois d’inspiration néoclassique. La galerie qui la surmonte au premier étage, aujourd’hui fermée par des fenêtres et des jalousies, a probablement été ouverte au XIXe siècle, comme aujourd’hui la maison Motais de Narbonne. La distribution intérieure, tant au rez-de-chaussée qu’au premier étage, se fait à partir d’un large couloir central.
A l’arrière, des adjonctions en béton réalisées dans les années 1950-1960 par Mme Collardeau, née Le Vigoureux de K/morvant, ont dénaturé l’élévation nord. Cette façade présente encore un revêtement de bardeaux qui lui confère un aspecte rustique en opposition totale avec le raffinement de la façade principale sur rue.

## Propriétaires
- Début du XIXe Guillaume François Falaise
- 1831 Sidonie Falaise
- 1849 Jean-Baptiste Lecocq
- 1856 René Pouget
- 1885 Augustine Mélanie Ferrère
- 1895 Alfred Motais de Narbonne
- 1910 Victor Le Vigoureux de K/morvant
- 1964 Héritiers Le Vigoureux de K/morvant (Collardeau)
- 1997 Denis et Myriam Levesque

## Repères
- Début du XIXe siècle construction du corps de logis principal
- Années 1830 construction de la façade sud
- Milieu du XXe siècle agrandissement en béton contre la façade nord ; modification du mur d’enceinte sud
- 2004-2005 reconstruction et extension de dépendances ; reconstruction du pavillon sur rue